# Pulau Brani
Pulau Brani est une île située au sud de l'île principale de Singapour, entre Pulau Ujong et Sentosa.

## Géographie
Reliée à Singapour par la Brani Terminal Avenue, elle s'étend sur un peu plus de 2 km de longueur pour une largeur approximative de 970 m. Elle contient de nombreux équipements portuaires militaires. 

## Histoire
En malais Pulau Brani signifie « île des braves » (berani). Dans un croquis de 1828 elle porte le nom de Po. Ayer Brani.
Il y a au moins trois légendes malaises et plusieurs histoires concernant le nom de l'île. L'une d'elles propose qu'elle porte ce nom car elle était un lieu d'enterrement des anciens pirates guerriers. 
Simple village de pêcheurs au début du XIXe siècle, elle apparait comme base militaire dès 1822 et se développe comme port militaire en complément de Keppel Harbour (en) en mars 1899.
En 1890, une usine de fusion d'étain de la Straits Trading Company (en) y est ouverte. Sabotée par les Britanniques en février 1942 peu avant la capitulation de leur garnison de Singapour face aux Japonais, elle est restaurée et remise en activité en 1945 lors de la fin de la Seconde Guerre mondiale.
L'île devient en 1971 une base navale de la Marine de Singapour. À cette époque, les habitants habitaient le long des côtes disposant d'un club sportif Pulau Brani, d'un club communautaire Pulau Brani et de deux écoles primaires - Tai Chong et Telok Saga. En septembre 1971 la base se développe et les habitants sont forcés d'abandonner l'île. Des terre-pleins sont alors ajoutés par PSA International (avril 1972), les récifs supprimés, un dragage et un élargissent effectués (février 1973).
La nouvelle base navale est inaugurée le 26 janvier 1974 par le Premier Ministre Lee Kuan Yew et est baptisée Brani Naval Base (en).
Par la suite, une partie de la base navale a été réaménagée pour construire le terminal des conteneurs de Brani. Le 12 octobre 2000, la base est officiellement fermée et ses installations transférées à la base navale de Changi. Les locaux vacants ont été repris par la Garde côtière et par la Police de Singapour pour nouveau siège.

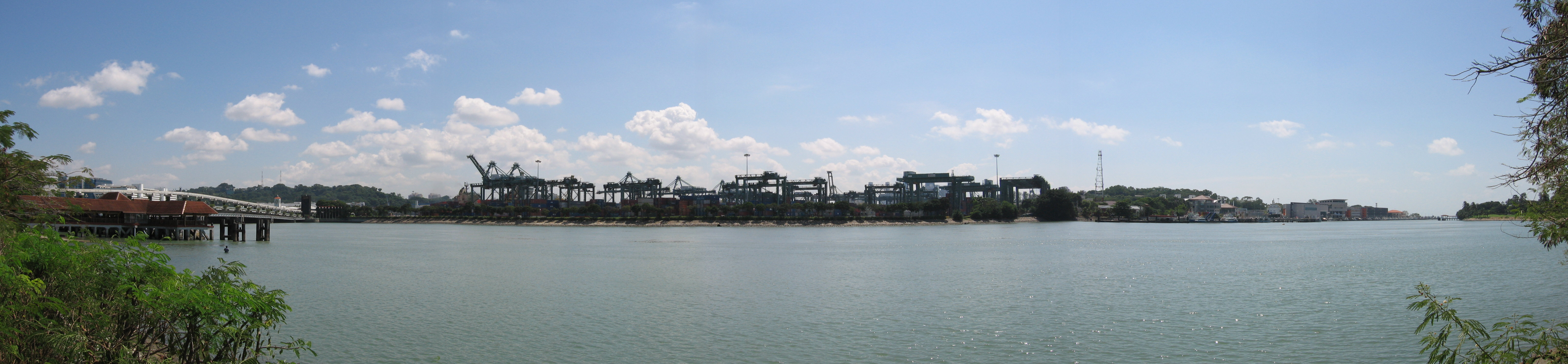
Vue panoramique de Pulau Brani